# بيترو لاندو

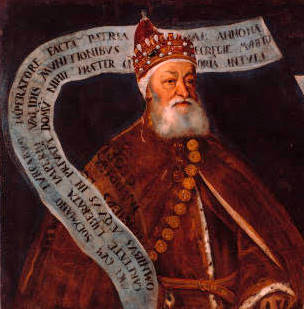
Portrait of Pietro Lando by Domenico Tintoretto.

بيترو لاندو دوق من البندقية 1538-1545 , عرف كقائد بكونه عام للبحر، لكنه اضطر للتوقيع على معاهدة سلام مهينة مع سليمان الأول في 1540 ، بالتنازل عن آخر ممتلكات البندقية في البيلوبونيز إلى الإمبراطورية العثمانية. كان متزوجا من ماريا باسكاليجو.